# لیکساید پارک (کنتاکی)
لیکساید پارک (به انگلیسی: Lakeside Park) شهری در ایالت کنتاکی کشور ایالات متحده آمریکا است که جمعیت آن در سرشماری سال ۲۰۱۰ میلادی، ۲٬۶۶۸ نفر بوده‌است.